# مظفر بن مدرك
أبو كامل مظفر بن مدرك، الخراساني، البغدادي من أئمة ورواة الحديث وهو ثقة يروي عن الثقات، أصله من خراسان ثم سكن بغداد. قال الإمام أحمد: كان أبو كامل متقنا، بصيرا بالحديث، يشبه الناس، لا يتكلم إلا أن يسأل، فيجيب أو يسكت، له عقل سديد". مات سنة سبع ومائتين.

## روايته للحديث النبوي
- رَوَى عَن: إبراهِيم بن سعد، وحماد بن سلمة وزهير بن معاوية، وزياد بن عبد الله بن علاثة، وسعيد بن زيد وشريك بن عبد الله وشيبان بن عبد الرحمن، وعاصم بن محمد بن زيد العمري، وعبد العزيز بن عبد الله بن أَبي سلمة الماجشون وقيس بن الربيع، والليث بن سعد، ومحمد بن طلحة بن مصرف ومهدي بن ميمون، ونافع بن عمر الجمحي.
- رَوَى عَنه: أحمد بن حنبل وأبو معمر إسماعيل بن إبراهِيم القطيعي، وأبو خيثمة زهير بن حرب، ومجاهد بن موسى ومحمد بن سعدان المقرئ ومحمد بن عَبد الله بن المبارك المخرمي ومحمد بن أبي غالب القومسي ويحيى بن معين.[3]

## أقوال العلماء فيه
الجرح والتعديل
- قال أبو المحاسن الحسيني: مجهول.

- قال أبو حاتم الرازي: صدوق.
- قال أبو حاتم بن حبان البستي: ذكره في الثقات.
- قال أبو دواد السجستاني : ثقة ثقة.
- قال أحمد بن حنبل: من أصحاب الحديث، ومرة: كان بصيرا بالحديث متقنا يشبه الناس
- قال أحمد بن شعيب النسائي: الثقة المأمون الرجل الصالح، ومرة: شيخ ثقة، صاحب حديث.
- قال ابن حجر العسقلاني: ثقة متقن كان لا يحدث إلا عن ثقة، ومرة: معروف.
- قال الذهبي: وهم ابن عدي وعده في شيوخ البخاري.
- قال محمد بن سعد كاتب الواقدي: ثقة.
- قال يحيى بن معين: ثقة صاحب حديث.